# Asedio mongol de Herat
El asedio mongol de Herat consistió en dos enfrentamientos militares librados en la ciudad homónima en 1221 y 1222 en el contexto de la invasión del Imperio jorezmita por el naciente Imperio mongol. El asedio finalizó con la destrucción de la ciudad y la masacre de la mayoría de sus habitantes.

## Antecedentes
En abril de 1221, después de destruir Nishapur, Tolui continuó su campaña para pacificar el Gran Jorasán avanzando sobre Herat, la única gran ciudad que quedaba en la región.
Durante la Edad Media, las ciudades de Asia Central como Merv, Bujará o Samarcanda típicamente contaban con una ciudadela (kuhandiz) ubicada en terreno elevado y que servía como última línea de defensa. Luego tenían la zona intramuros (shahristán) donde vivía la mayoría de la población y se encontraban las principales edificaciones. Por último, tenían los arrabales o suburbios (rabad) que se encontraban afuera de las murallas.

## Asedio

### Primer asedio
En su paso, los mongoles saquearon las ciudadelas de Fūshanj y Kūsūyi. Estos asedios debieron tomar unos 10 a 15 días, y su llegada a Herat debió ser entre fines de mayo y la primera mitad de junio de 1221, probablemente en mayo. La ciudad era gobernada por Malik Shams al-Din Muhammad Juzjani, que había sido nombrado gobernador de Jorasán por el sah Jalal ad-Din Mingburnu.
Tolui envió a un mensajero (ilchi) llamado Zanbür a negociar la capitulación de la urbe. La ciudad contaba con 190 000 defensores según Herawi y Çelebi. Los habitantes tenían confianza en sus defensas y ejecutaron al enviado mongol, lo que llevó a un enfurecido Tolui a jurar venganza.
Los mongoles llegaron desde el norte, por Baghis. Tolui hizo saquear el campo circundante antes de centrarse en la urbe, a la que rodeo con catapultas en todas las direcciones. Instaló un campamento al sur de la ciudad, en los prados de Beshuran, entre los muros de la ciudad y Hari Rud. Según Juzjani, los emires de la ciudad se prepararon para defenderla, pero sus catapultas estaban mal ubicadas y en vez de arrojar rocas en el campamento mongol, los proyectiles impactaban en la propia ciudad. Por siete días y sus noches la lucha fue feroz. Según Herawi, más de 30 000 hombres de ambos bandos murieron en la primera jornada, incluyendo 1700 nobles mongoles. Durante los combates murió el gobernador de la ciudad, lo que desanimó a sus hombres. Poco después, Tolui atravesó la trinchera y en la puerta de Firuzabad llamó a los habitantes a rendirse. Al octavo día, cien nobles y comerciantes encabezados por Ezz al-Din Moqaddam Heravi salieron de la ciudad a negociar, trayendo 9 túnicas de tela fina como regalo. El asedio se prolongó por diez días.
Finalmente, los mongoles tomaron por asalto el barrio de Sikandar y masacraron a casi todos sus habitantes, que eran un cuarto de la ciudad. Según Juzjani, las víctimas fueron 600 000 y este cronista extrapola en 2 400 000 el total para toda Herat. Basado en el anterior, Kâtip Çelebi afirmó que los mongoles sacaron a 600 000 personas por cada una de las cuatro puertas de la ciudad y en el descampado las masacraron, salvándose sólo 200 000 habitantes. Herawi indica que unas 600 000 personas fueron ejecutadas, incluyendo 100 000 niños menores de catorce años. En cambio, Athir describió en su obra que los habitantes consiguieron negociar con sus conquistadores y sólo una parte de ellos pereció. Los mongoles se conformaron con dejar dos gobernadores, el mongol Monketai (Mengetei) y el iraní Abu Bakr Maruchaq. El historiador René Grousset interpretaba que la población debió abrir las puertas y fue la guarnición jorezmita la que resistió, siendo aquellas tropas las masacradas. Probablemente fueran los 12 000 soldados ejecutados que habían mencionado Mirchond, al-Isfizari y Herawi; el primero agregó que al resto de la población no se le hizo daño.
Tolui fue a Taloqan a ayudar a su padre, Gengis Jan. Herat parecía controlada, pero se trataba de una calma tensa. Poco después, los mongoles empezaron a sitiar la ciudadela de Kalyun, que ya había resistido dos asedios impuestos por los mongoles. Los gobernadores querían ganarse el favor del jagán enviando soldados a Herat para ayudar en el sitio, con lo que armaron a los habitantes.

### Segundo asedio
En noviembre, después de enterarse de la derrota mongola en Parwan, los habitantes de Herat se rebelaron y mataron a ambos gobernadores, de hecho, a Abu Bakr lo lincharon junto a la ciudadela. Luego, todos los soldados mongoles que estaban en la ciudad fueron asesinados cuando turbas enfurecidas se hicieron con las calles; un jeque afirmaba que la revuelta fue animada por agentes de Kalyun que se habían infiltrado en la ciudad en la primavera disfrazados de comerciantes y ocultando entre sus ropas armamento. En diciembre los mongoles regresaron y la urbe resistió pues Gengis Jan había ordenado no perdonar a sus habitantes. Juzjani da a entender que las fuerzas mongolas volvieron después de la batalla del Indo y que Taloqan fuera tomada. Acorde a Mirchond y Herawi, venían desde Gazni y sumaban inicialmente 80 000 hombres. En cambio, Çelebi afirmaba que eran 60 000.
Los defensores eran dirigidos por el banquero judío Khwajah Fakhr-ud-Din-i-Abd-ur-Rahman y el comandante del fuerte de Firuz-Koh, Malik Mubariz-ud-Din, quien había evacuado la fortaleza para refugiarse en Herat. Los mongoles estaban dirigidos por el general (noyan) Eljigidei y el asedio se prolongó hasta el 14 de junio de 1222, soportando meses de clima invernal. De las cercanías vinieron 50 000 infantes y jinetes a defender Herat, involucrándose en numerosas batallas durante las salidas, pero gradualmente los mongoles se fortalecieron y los musulmanes se debilitaron. Los mongoles debieron haber traído refuerzos desde el Amu Daria, quizás unos 50 000 según Mahendrarajah.
Nuevamente, la ciudad fue tomada por asalto, pero en esta ocasión sin cuartel. Los mongoles distribuyeron 30 000 soldados en cada lado de la ciudad e iniciaron sus ataques. Juzjani menciona el caso de Malik Mubariz-ud-Din, un anciano que luchó valientemente con su armadura puesta en aquellos últimos momentos. Los mongoles sufrieron miles de bajas, casi 5000, y la lucha duró seis meses. El hecho de que la ciudad resistiera tantos meses este segundo asedio indica que la primera rendición fue negociada y la mayoría de sus defensas seguían intactas.

## Consecuencias
Los mongoles saquearon y quemaron todo lo que encontraron durante siete días y mataron a todos los habitantes. Acorde a Herawi, fueron asesinadas 1 600 000 personas. Çelebi afirmaba que 300 000 vidas se perdieron en el segundo asedio.
Una parte de su ejército fue enviada a Sistán. Al octavo día, los mongoles partieron a Kalawin, pero al llegar al pueblo de Obeh, al este de Herat, Eljigidei envió a 2000 jinetes de vuelta a la ciudad a dar muerte a cualquier superviviente oculto entre las ruinas. Estuvieron dos días en el lugar, mataron a casi 2000 sobrevivientes y luego volvieron con el ejército principal. Se menciona el caso de un anciano que sobrevivió y después de ver las ruinas agradeció a Alah que todo hubiera acabado. Çelebi mencionó que apenas 16 personas sobrevivieron y hubo que esperar once años para que la ciudad se reconstruyera.
Según recoge el Ta'rīḵẖ-Nāma-yi-Harāt, «Historia de Herat», obra del siglo XIV de Saif Bin Muhammad Bin Yaqoob Alhirwi, en 1236 el jagán Ogedei ordenó reconstruir la ciudad, empezando por la reparación de un canal para volver a cultivar trigo, pues en la zona no había campesinos o ganado.

### Primaria
Los libros son citados en números romanos y capítulos y párrafos en números arábigos. Entre paréntesis se usaron los apellidos de los editores o traductores de las ediciones usadas para indicar las páginas. 
- Ali ibn al-Athir. La historia completa. En Richards, D. S. (2016). The Chronicle of Ibn al-Athir for the Crusading Period from al-Kamil fi'I-Ta'rikh. The Years 589-629/1193-1231: The Ayyubids after Saladin and the Mongol Menace (en inglés) III. Londres: Routledge.
- Ata-Malik Juvayni. Historia del conquistador del mundo. En Boyle, John Andrew (1958). The History of the World-Conqueror (en inglés) I. Cambridge: Harvard University Press.
- Kâtip Çelebi. Visión del mundo. Parte 1. En Hagen, Gottfried; Dankoff, Robert (2021). An Ottoman Cosmography. Translation of Cihānnümā (en inglés). Boston: Brill. ISBN 9789004441330.
- Minhaj-i Siraj Juzjani. Una historia general de las dinastías mahometanas de Asia. En Raverty, H. G. (1970). Tabakat-I-Nasiri (en inglés) II. Nueva Delhi: Oriental Books Reprint Corporation.
- Mirchond. Jardín de la pureza. En Kiyanfar, Jamshid (2001). روضة الصفا في سیرة الانبياء والملوك والخلفاء [Tarikh-i-rawdat al-safa fi surat al-anbiya wa al-muluk wa al-khulafa] (en árabe) III. Teherán: Instisharat-i Asatir. Véase también en Mīr Khvānd, Muḥammad ibn Khāvandshāh (1631). Rawz̤at al-ṣafā fī sīrat al-anbiyāʼ w-al-mulūk w-al-khulafā (en persa). Montreal: McGill University. Véase también Al-Shawli, Abd al-Qadir (1988).  Al-Sabai Muhammad Al-Sabai, ed. روضة الصفا في سيرة الأنبياء والملوك والخلفا (en árabe). El Cairo: Casa del Libro Egipcia (la numeración de las páginas usa las cifras arábigas orientales).
- Muinuddin Muhammad al-Isfizari. El Libro del Jardín del Paraíso sobre las Cualidades de la Ciudad de Herat. En Imam, Kazim Muhammad (1960). Ravzâtü’l-Cennât fî Evsâf-ı Medineti Herât (en turco) II. Teherán: Çaphane (usa calendario islámico). Véase también en Imam, Mohamed Kazim (1959). دروصف، معرفة الارضى و جغرافياى تاريخى روضات الجنات فى اوصاف مدينة هرات [Qitab rouzat al-jannat fi ausaf Medinat al-Herat] (en árabe). Teherán: Universidad de Teherán.
- Qiu Chuji. Los viajes de un alquimista: el viaje del taoísta Ch'ang-Ch'un de China al Hindukush ante el llamamiento de Gengis Kan. Véase en Bretschneider, Emil (1888). «The Travels of Ch'ang Ch'un to the West, 1220-1223, recorded by his disciple Li Chi Ch'ang». Mediæval Researches from Eastern Asiatic Sources (en inglés) (Nueva York: Barnes & Noble) I: 35-108. Véase también en Google Books.
- Rashid-al-Din Hamadani. Compendium de Crónicas. En Arends, Alfred Kárlovich (1946). Сборник летописей (Книга 2) I. Moscú: Institut vostokovedenii︠a︡ (Akademii︠a︡ nauk SSSR).
- Sayf ibn Muhammad ibn Yaqub al-Herawi. Historia de Herat. En Majd, Ghulamreza Tabataba’i (2004). تاريخنامۀ هرات [Tārīkhnāmeh ye Herāt] (en persa). Teherán: Ketabkhana Melli. También en Majd, Ghulamreza Tabatabaʿi (2006). تاریخنامه هرات [Tārīkh-i-Herātnāma] (en persa). Teherán: National Library. También en Siddiqui, Muhammad Zubayr (1944). Saif bin Muhammad bin Yaqub Harvi: Ta'rīḵẖ-Nāma-yi-Harāt (en persa). Calcuta: Gulshan (la numeración de las páginas usa las cifras arábigas orientales).
- Shihab al-Din Muhammad al-Nasawi. Biografía de Jalal ad-Din Mingburnu. En Bunyatov, Ziya Musáyevich (1996). Сират ас-султан Джалал ад-Дин Манкбурны (en ruso). Moscú: Восточная литература.

### Moderna
- Abazov, Rafis (2008). Palgrave Concise Historical Atlas of Central Asia (en inglés). Nueva York: Palgrave Macmillan. ISBN 978-1-4039-7542-3.
- Boyle, John Andrew (2001). «Dynastic and Political History of the Īl-Khāns». The Cambridge History of Iran. The Saljuq and Mongol Periods (en inglés) V. Cambridge: Cambridge University Press. pp. 303-421. ISBN 052106936X.
- Can, Mesut (2015). «Orta Asya Kent Topoğrafyasına Dair Genel Kabuller Üzerine Bir Değerlendirme». IV. Turkey Graduate Studies Congress, 14-17 May 2015, Kütahya: Proceedings (en turco) III. Estambul: ILEM. pp. 145-148. ISBN 978-605-84009-4-8.
- Forbes Manz, Beatrice (2022). «The Mongol Conquest of Iran».  En Timothy May; Michael Hope, ed. The Mongol World (en inglés). Nueva York: Routledge. pp. 196-212. ISBN 978-1-315-16517-2.
- Gammell, C. P. W. (2024). The Pearl of Khorasan: A History of Herat (en inglés). Londres: Hurst Publishers. ISBN 9781805263852.
- Grousset, René (1999). The Empire of the Steppes: A History of Central Asia (en inglés). Londres: Rutgers. Traducción francés-inglés por Naomi Walford. ISBN 0-8135-0627-1.
- Lane, George (2018). A Short History of the Mongols (en inglés). Londres: Bloomsbury Publishing. ISBN 9781786733399.
- Mahendrarajah, Shivan (2022). A History of Herat: From Chingiz Khan to Tamerlane (en inglés). Edimburgo: Edinburgh University Press. ISBN 9781474499361.
- Petrushevsky, I. P. (1968). «The socio-economic condition of Iran under the Īl-Khāns».  En John Andrew Boyle, William Bayne Fisher, ed. The Cambridge History of Iran: The Saljuq and Mongol periods (en inglés) V. Cambridge University Press. pp. 483-537.
- Şahi̇n, Mustafa (2016). «Bir Yeniden Diriliş Öyküsü Parvan Şavaşı». Turkish Studies (en turco) XI (16): 115-130. ISSN 1308-2140.

- Datos: Q9389457